# Fisura orbitaria inferior
La fisura orbitaria inferior o hendidura esfenomaxilar es una hendidura par situada entre el borde inferior de la cara anterior de las alas mayores del hueso esfenoides y el borde posterior del maxilar.

## Contenido
- Vena oftálmica inferior.[1]
- Arteria infraorbitaria , rama colateral de la arteria maxilar (rama terminal de la arteria carótida externa ).
- Nervio cigomático.
- Nervio infraorbitario.